# Gemena
Gemena est une ville du nord-ouest de la république démocratique du Congo, chef-lieu de la province du Sud-Ubangi.

## Géographie
La localité est située sur la route nationale 6 au nord-est de Kinshasa. Elle est limitée au nord par le village Bogoro sur la route allant vers Bosobolo; au Sud par le village Bokuda et la route allant vers Lisala; à l'Est par le village Bokode sur le ruisseau Dongo; à l'Ouest par le village Bowagboko sur la route allant vers Libenge.

## Histoire
La ville doit son nom à un ancien notable du village Bokuda, Ngemena qui signifie rassembleur de famille dans la langue Ngbaka. Le poste colonial est fondé en 1918, la localité obtient le statut de centre extracoutumier en mai 1951, circonscription urbaine en 1954, puis cité en juin 1987. Elle devient chef-lieu du district de l'Ubangi en décembre 1958. Le statut de Ville lui est conféré en juin 2013.

## Administration
Chef-lieu provincial de 102 227 électeurs enrôlés pour les élections de 2018, elle a le statut de ville divisée en quatre communes urbaines de moins de 80 000 électeurs :
- Gbazubu, (22 126 électeurs, 7 conseillers municipaux)
- Labo, (33 371 électeurs, 7 conseillers municipaux)
- Lac Ntumba, (26 463 électeurs, 7 conseillers municipaux)
- Mont Gila, (20 267 électeurs, 7 conseillers municipaux)

## Environnement
L'environnement de Gemena dans la province de l’Equateur  est menacée par  quarante-trois têtes d’érosions, dont l’une progresse vers l’aéroport, a indiqué le commissaire de district du Sud-Ubangi, Pierre Kamulete. Les érosions à Gemena sont dues notamment à la mauvaise politique d’urbanisation de cette cité, aux constructions anarchiques et à la déforestation.
L'objectif du projet pro-route en RDC consiste à renforcer les capacités opérationnels des structures administratives chargée du réseau et d'assurer la réouverture des grandes liaison routière ainsi que leur  entretien connu. Le soubassement porte sur l'évaluation environnementale et sociale pour recenser les aspects physique, environnementaux, et sociaux économiques.
Dans un travail de fin d'étude universitaire en science de l'environnement plus précisément dans la filière de l'écologie portant sur l'étude environnemental de l'urbanisation de la ville de Gemena dans le Sud-Ubangi en RDC. Cette recherche a participé sur l'amélioration de l'environnement urbain, voire de la planification urbaine, en tenant compte des normes environnementales[pertinence contestée]. 

## Population
Le dernier recensement date de 1984, l'accroissement annuel de la population est estimé à 2,48,.

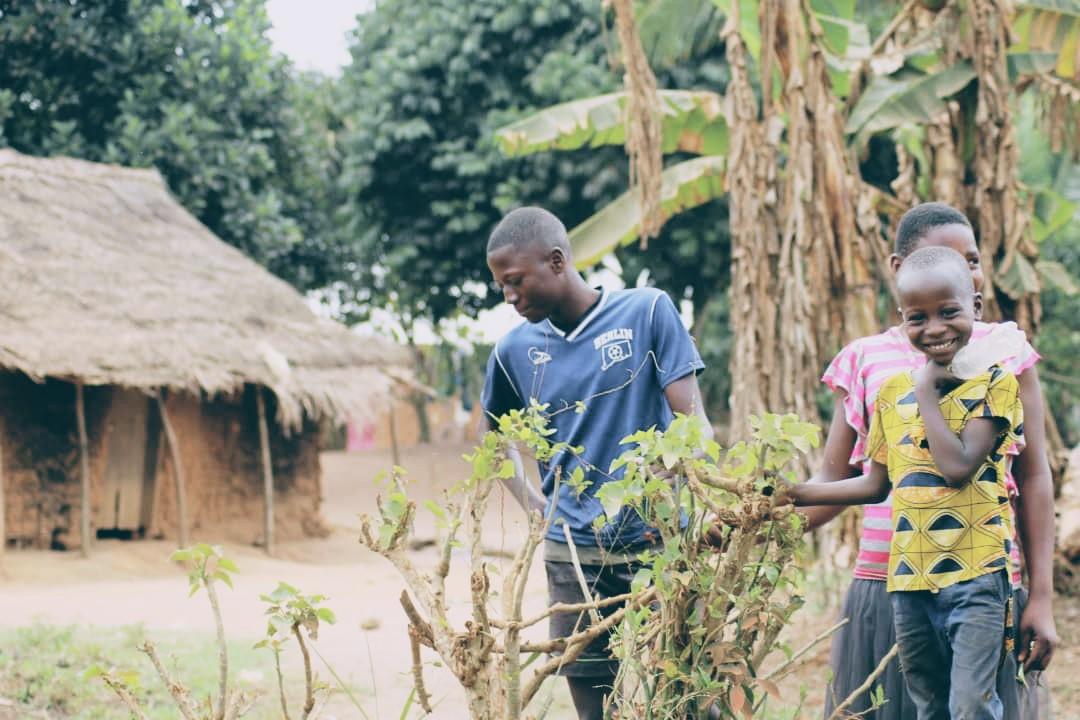
Une famille à Gemena.

| 1984   | 2004    | 2012    |
| ------ | ------- | ------- |
| 63 052 | 113 879 | 138 527 |

## Éducation
La ville compte deux université et plusieurs instituts supérieurs notamment : 
- Université protestante de l'Ubangi, UPU
- Université de Cepromad
- Institut supérieur pédagogique, ISP Gemena
- Institut Supérieur de Techniques Médicales, ISTM
- Institut de Bâtiment et Travaux publics, IBTP Gemena
- Complexe scolaire Baninga[12]

## Économie
Centre cotonnier dans les années 1930, la localité se développe ensuite par des plantations d'hévéa, palmier à huile et caféier.

## Transport
La route Transafricaine 8 Lagos-Mombasa passe par Gemena.
La ville est desservie par l'aéroport de Gemena, (code IATA : GMA • code OACI : FZFK).